# James Maddison
James Daniel Maddison (Coventry, 23 november 1996) is een Engels voetballer die doorgaans speelt als middenvelder. In juli 2023 verruilde hij Leicester City voor Tottenham Hotspur. Maddison debuteerde in 2019 in het Engels voetbalelftal.

## Clubcarrière
Maddison speelde in de jeugdopleiding van Coventry City. Bij die club maakte hij ook zijn professionele debuut. Op 13 augustus 2014 speelde hij zijn eerste duel, in de League Cup tegen Cardiff City. Door doelpunten van Guido Burgstaller, Ryan Haynes (eigen doelpunt) en Shaun Miller werd het 1–2 voor Cardiff. Maddison begon aan het duel als reservespeler en na negenenzestig minuten mocht hij van coach Steven Pressley als vervanger voor Josh McQuoid binnen de lijnen komen. Drie maanden later tekende de middenvelder zijn eerste professionele verbintenis bij club.
In februari 2016 werd Maddison aangetrokken door Norwich City, wat hem nog wel het seizoen liet afmaken bij Coventry. Na het einde van dit seizoen werd de Engelsman voor de tweede maal verhuurd, ditmaal voor een half seizoen aan Aberdeen. Het restant van het seizoen 2016/17 bracht hij hierna voornamelijk door op de bank van Norwich, maar vanaf de zomer van 2017 kwam hij weer meer aan spelen toe. Medio 2018 verkaste Maddison voor circa vijfentwintig miljoen euro naar Leicester City, waar hij zijn handtekening zette onder een verbintenis voor de duur van vijf seizoenen. In augustus 2020 werd zijn contract opengebroken en met een jaar verlengd.
Leicester en Tottenham Hotspur kwamen in juni 2023 een overgang van de middenvelder overeen, waarmee zo'n zesenveertig miljoen euro gemoeid was. Bij zijn nieuwe club tekende hij een contract voor vijf seizoenen, ingaande per 1 juli. Aan het einde van zijn tweede seizoen bij de Londense club won hij met zijn teamgenoten de finale van de UEFA Europa League. In de finale werd Manchester United met 1–0 verslagen.

## Clubstatistieken
| Seizoen | Club              | Competitie     | Competitie | Competitie | Beker | Beker | Internationaal | Internationaal | Totaal | Totaal |
| Seizoen | Club              | Competitie     | Wed.       | Dlp.       | Wed.  | Dlp.  | Wed.           | Dlp.           | Wed.   | Dlp.   |
| ------- | ----------------- | -------------- | ---------- | ---------- | ----- | ----- | -------------- | -------------- | ------ | ------ |
| 2014/15 | Coventry City     | League One     | 12         | 2          | 6     | 0     | —              | —              | 18     | 2      |
| 2015/16 | Coventry City     | League One     | 12         | 2          | 1     | 0     | —              | —              | 13     | 2      |
| 2015/16 | Norwich City      | Premier League | —          | —          | —     | —     | —              | —              | 0      | 0      |
| 2015/16 | → Coventry City   | League One     | 11         | 1          | 0     | 0     | —              | —              | 11     | 1      |
| 2016/17 | Norwich City      | Championship   | 0          | 0          | 1     | 0     | —              | —              | 1      | 0      |
| 2016/17 | → Aberdeen        | Premiership    | 14         | 2          | 3     | 0     | —              | —              | 17     | 2      |
| 2016/17 | Norwich City      | Championship   | 3          | 1          | 0     | 0     | —              | —              | 3      | 1      |
| 2017/18 | Norwich City      | Championship   | 44         | 14         | 5     | 1     | —              | —              | 49     | 15     |
| 2018/19 | Leicester City    | Premier League | 36         | 7          | 2     | 0     | —              | —              | 38     | 7      |
| 2019/20 | Leicester City    | Premier League | 31         | 6          | 7     | 3     | —              | —              | 38     | 9      |
| 2020/21 | Leicester City    | Premier League | 31         | 8          | 5     | 1     | 6              | 2              | 42     | 11     |
| 2021/22 | Leicester City    | Premier League | 35         | 12         | 5     | 2     | 13             | 4              | 53     | 18     |
| 2022/23 | Leicester City    | Premier League | 30         | 10         | 2     | 0     | —              | —              | 32     | 10     |
| 2023/24 | Tottenham Hotspur | Premier League | 28         | 4          | 2     | 0     | —              | —              | 30     | 4      |
| 2024/25 | Tottenham Hotspur | Premier League | 31         | 9          | 3     | 0     | 11             | 3              | 45     | 12     |
| Totaal  | Totaal            | Totaal         | 318        | 78         | 42    | 7     | 30             | 9              | 390    | 94     |

Bijgewerkt op 27 mei 2025.

## Interlandcarrière
Maddison maakte in 2017 zijn debuut in Engeland –21, de eerste nationale jeugdploeg waarvoor hij werd opgeroepen. Hiermee nam hij twee jaar later deel aan het EK –21 van 2019. Maddison debuteerde op 14 november 2019 in het Engels voetbalelftal. Hij viel toen in de negende minuut van de tweede helft in voor Alex Oxlade-Chamberlain in een met 7–0 gewonnen kwalificatiewedstrijd voor het EK 2020 thuis tegen Montenegro.
In november 2022 werd Maddison door Southgate opgenomen in de selectie voor het WK 2022. Tijdens dit WK werd Engeland door Frankrijk uitgeschakeld in de kwartfinales nadat in de groepsfase gewonnen was van Iran en Wales en gelijkgespeeld tegen de Verenigde Staten en in de achtste finales Senegal was uitgeschakeld. Pope kwam niet in actie. Zijn toenmalige clubgenoten Nampalys Mendy (Senegal), Danny Ward (Wales), Wout Faes, Youri Tielemans, Timothy Castagne (allen België) en Daniel Amartey (Ghana) waren ook actief op het toernooi.
In mei 2024 werd Maddison door Southgate opgenomen in de voorselectie voor het EK 2024 in Duitsland, maar hij werd gepasseerd voor de definitieve selectie.
| Interlands van James Maddison voor Engeland | Interlands van James Maddison voor Engeland | Interlands van James Maddison voor Engeland | Interlands van James Maddison voor Engeland | Interlands van James Maddison voor Engeland | Interlands van James Maddison voor Engeland | Interlands van James Maddison voor Engeland |
| №                                           | Datum                                       | Wedstrijd                                   | Uitslag                                     | Competitie                                  | Goals                                       |                                             |
| Als speler bij Leicester City               | Als speler bij Leicester City               | Als speler bij Leicester City               | Als speler bij Leicester City               | Als speler bij Leicester City               | Als speler bij Leicester City               | Als speler bij Leicester City               |
| ------------------------------------------- | ------------------------------------------- | ------------------------------------------- | ------------------------------------------- | ------------------------------------------- | ------------------------------------------- | ------------------------------------------- |
| 1                                           | 14 november 2019                            | Engeland – Montenegro                       | 7 – 0                                       | EK 2020 kwalificatie                        |                                             |                                             |
| 2                                           | 26 maart 2023                               | Engeland – Oekraïne                         | 2 – 0                                       | EK 2024 kwalificatie                        |                                             |                                             |
| 3                                           | 16 juni 2023                                | Malta – Engeland                            | 0 – 4                                       | EK 2024 kwalificatie                        |                                             |                                             |
| Als speler bij Tottenham Hotspur            |                                             |                                             |                                             |                                             |                                             |                                             |
| 4                                           | 9 september 2023                            | Oekraïne – Engeland                         | 1 – 1                                       | EK 2024 kwalificatie                        |                                             |                                             |
| 5                                           | 13 oktober 2023                             | Engeland – Australië                        | 1 – 0                                       | Vriendschappelijk                           |                                             |                                             |
| 6                                           | 26 maart 2024                               | Engeland – België                           | 2 – 2                                       | Vriendschappelijk                           |                                             |                                             |
| 7                                           | 3 juni 2024                                 | Engeland – Bosnië en Herzegovina            | 3 – 0                                       | Vriendschappelijk                           |                                             |                                             |

Bijgewerkt op 27 mei 2025.

## Erelijst
| Competitie         |                |                |                |                |
| Competitie         | Aantal         | Jaren          |                |                |
| Leicester City     | Leicester City | Leicester City | Leicester City | Leicester City |
| ------------------ | -------------- | -------------- | -------------- | -------------- |
| FA Cup             | 1              | 2020/21        |                |                |
| Community Shield   | 1              | 2021           |                |                |
| Tottenham Hotspur  |                |                |                |                |
| UEFA Europa League | 1              | 2024/25        |                |                |